# Ibis cuallarg
L'ibis cuallag (Cercibis oxycerca) és una espècie d'ocell de la família dels tresquiornítids (Threskiornithidae) i única espècie del gènere Cercibis.

## Hàbitat i distribució
Habita aiguamolls, estanys i sabanes humides a les terres baixes d'Amèrica del Sud, a l'est de Colòmbia i Veneçuela, i a Guyana, Surinam i zones properes del Brasil.